# Clique (chanson)
Pour les articles homonymes, voir Clique.
Singles par Kanye West
New God Flow
(2012) White Dress
(2012)
Singles par Jay-Z
No Church in the Wild
(2012) Suit and Tie
(2013)
Singles par Big Sean
As Long as You Love Me
(2012) Burn
(2012)
Singles par Good Music
New God Flow
(2012)
Clique est une chanson des rappeurs américains Kanye West, Jay-Z et Big Sean sortie le 6 septembre 2012 sous le label GOOD Music. 4e single extrait de l'album Cruel Summer (2012), la chanson est écrite par Kanye West, Chauncey Hollis, Sean Anderson, Shawn Carter et par James Fauntleroy II.

## Liste des pistes
Téléchargement digital
1. Clique – 4:54

## Crédits et personnel
Crédits de la chanson Clique extrait de la plateforme iTunes.
- Parolier – Kanye West, Chauncey Hollis, Sean Anderson, Shawn Carter, James Fauntleroy
- Production – Hit-Boy, Kanye West

## Classement par pays
| Classement (2012)               | Meilleure position |
| ------------------------------- | ------------------ |
| Australie (ARIA)                | 39                 |
| Belgique (Flandre Ultratip 100) | 33                 |
| Belgique (Wallonie Ultratip 50) | 36                 |
| Canada (Hot 100)                | 17                 |
| Danemark (Tracklisten)          | 36                 |
| Écosse (OCC)                    | 32                 |
| États-Unis (Hot 100)            | 12                 |
| États-Unis (R&B/Hip-Hop Songs)  | 22                 |
| États-Unis (Rap Songs)          | 15                 |
| France (SNEP)                   | 43                 |
| Pays-Bas (Single Top 100)       | 85                 |
| Royaume-Uni (UK R&B Chart)      | 4                  |
| Royaume-Uni (UK Singles Chart)  | 29                 |

### Certifications
| Pays     | Organisme | Certification | Vente  |
| -------- | --------- | ------------- | ------ |
| Danemark | IFPI      | Or            | 15 000 |

## Historique de sortie
| Pays       | Date             | Format                 | Label                                      |
| ---------- | ---------------- | ---------------------- | ------------------------------------------ |
| États-Unis | 7 septembre 2012 | Téléchargement digital | GOOD Music, The Island Def Jam Music Group |